# Promachoteuthis sulcus
Promachoteuthis sulcus is een inktvissensoort uit de familie van de Promachoteuthidae. De wetenschappelijke naam van de soort is voor het eerst geldig gepubliceerd in 2007 door Young, Vecchione & Roper.